# Élections générales québécoises de 1962
Les élections générales québécoises de 1962 ont lieu le 14 novembre 1962 afin d'élire les députés de la 27e législature de l'Assemblée législative du Québec. Il s'agit de la 27e élection générale depuis la confédération canadienne de 1867. Le Parti libéral du Québec, dirigé par le premier ministre Jean Lesage, est reporté au pouvoir avec un gouvernement majoritaire contre l'Union nationale de Daniel Johnson.

## Contexte de l'élection
Le 10 septembre 1960, le Rassemblement pour l'indépendance nationale est fondé. Cependant, il ne se considère pas à ce moment comme un parti politique et ne présentera pas de candidats aux élections de 1962.
Cinq jours plus tard, le 15 septembre, Antonio Barrette démissionne comme chef de l'Union nationale. Yves Prévost est choisi comme chef intérimaire. Le 11 janvier 1961, il est remplacé par Antonio Talbot. Finalement, le 23 septembre, Daniel Johnson est élu chef de l'Union nationale.
Lors d'une élection partielle tenue le 14 décembre 1961, Claire Kirkland-Casgrain devient la première femme député à l'Assemblée législative.
Les 4 et 5 septembre 1962, le premier ministre Jean Lesage tient une réunion secrète de son cabinet au camp de pêche du Lac à l'Épaule situé dans le Parc des Laurentides (aujourd'hui dans le Parc national de la Jacques-Cartier). La décision de nationaliser l'électricité y est prise ainsi que celle de déclencher des élections générales anticipées, seulement 2 ans après l'élection précédente. L'expression québécoise lac-à-l'épaule est née de cette réunion.
Quelques jours avant l'élection, l'organisateur en chef de l'Union nationale, André Lagarde, est arrêté pour fraude. Les libéraux en profitent pour déclarer que c'est une preuve de la corruption de l'ère Duplessis qui existe toujours au sein de l'Union nationale ; l'Union nationale proteste, et elle sera blanchie après l'élection. Toutefois, cet évènement peut avoir contribué à sa défaite.
Le 11 novembre, un débat télévisé est présenté pour la première fois dans l'histoire du Québec entre les deux chefs Lesage et Johnson. Les observateurs accordent un léger avantage à Lesage lors de ce débat.
Les libéraux augmentent leur part de vote et leur nombre de députés, et peuvent ainsi mener à terme leur projet de nationalisation de l'électricité. René Lévesque, futur fondateur du Parti québécois, est ministre au sein du gouvernement Lesage et préside à la nationalisation des compagnies d'électricité et l'expansion massive d'Hydro-Québec.

## Dates importantes
- 19 septembre 1962 : émission du bref d'élection.
- 14 novembre 1962 : scrutin
- 15 janvier 1963 : ouverture de la session.

## Résultats
| Libéral   | Union nationale | Indépendant |
| 63 sièges | 31 sièges       | 1 siège     |
| ^         |                 |             |
| majorité  |                 |             |

### Résultats par parti politique
| Partis | Partis                      | Chef                        | Candidats | Sièges | Sièges | Voix      | Voix   | Voix    |
| Partis | Partis                      | Chef                        | Candidats | 1960   | Élus   | Nb        | %      | +/-     |
| --- | --------------------------- | --------------------------- | --------- | ------ | ------ | --------- | ------ | ------- |
| | Libéral                     | Jean Lesage                 | 95        | 51     | 63     | 1 205 253 | 56,4 % | +5,02 % |
| | Union nationale             | Daniel Johnson (père)       | 95        | 43     | 31     | 900 817   | 42,2 % | -4,46 % |
| | Libéral indépendant         | Libéral indépendant         | 10        | -      | -      | 11 209    | 0,5 %  | 0,13 %  |
| | Conservateur                |                             | 1         | -      | -      | 4 255     | 0,2 %  | -       |
| | Action provinciale          |                             | 11        | -      | -      | 1 445     | 0,1 %  | -       |
| | Union nationale indépendant | Union nationale indépendant | 2         | -      | -      | 336       | 0 %    | -0,03 % |
| | Communiste                  |                             | 1         | -      | -      | 71        | 0 %    | -0,03 % |
| | Indépendant                 | Indépendant                 | 9         | 1      | 1      | 13 581    | 0,6 %  | 0,42 %  |
| Total | Total                       | Total                       | 224       | 95     | 95     | 2 136 967 | 100 %  |         |
| Le taux de participation lors de l'élection était de 79,6 % et 29 509 bulletins ont été rejetés. Il y avait 2 721 933 personnes inscrites sur la liste électorale pour l'élection. |                             |                             |           |        |        |           |        |         |

### Résultats par circonscription
- Abitibi-Est : Lucien Cliche (Parti libéral)
- Abitibi-Ouest : Alcide Courcy (Parti libéral)
- Argenteuil : William Cottingham (Union nationale)
- Arthabaska : Albert Morissette (Parti libéral)
- Bagot : Daniel Johnson (Union nationale)
- Beauce : Paul-Émile Allard (Union nationale)
- Beauharnois : Gérard Cadieux (Parti libéral)
- Bellechasse : Gabriel Loubier (Union nationale)
- Berthier : Lucien McGuire (Parti libéral)
- Bonaventure : Gérard D. Lévesque (Parti libéral)
- Bourget : Jean Meunier (Parti libéral)
- Brome : Glendon Pettes Brown (Parti libéral)
- Chambly : Pierre Laporte (Parti libéral)
- Champlain : Maurice Bellemare (Union nationale)
- Charlevoix : Raymond Mailloux (Parti libéral)
- Châteauguay : George Kennedy (Parti libéral)
- Chicoutimi : Antonio Talbot (Union nationale)
- Compton : Claude-Gilles Gosselin (Union nationale)
- Deux-Montagnes : Gaston Binette (Parti libéral)
- Dorchester : Joseph-Armand Nadeau (Union nationale)
- Drummond : Bernard Pinard (Parti libéral)
- Duplessis : Henri-Laurier Coiteux (Parti libéral)
- Frontenac : Éloi Guillemette (Union nationale)
- Gaspé-Nord : François Gagnon (Union nationale)
- Gaspé-Sud : Guy Fortier (Parti libéral)
- Gatineau : Roy Fournier (Parti libéral)
- Hull : Oswald Parent (Parti libéral)
- Huntingdon : Alister Somerville (Union nationale)
- Iberville : Laurent Hamel (Parti libéral)
- Iles-de-la-Madeleine : Louis-Philippe Lacroix (Parti libéral)
- Jacques-Cartier : Claire Kirkland-Casgrain (Parti libéral)
- Joliette : Maurice Majeau (Union nationale)
- Jonquière-Kénogami : Gérald Harvey (Parti libéral)
- Kamouraska : Gérard Dallaire (Parti libéral)
- Labelle : Fernand Lafontaine (Union nationale)
- Lac-Saint-Jean : Lucien Collard (Parti libéral)
- L'Assomption : Frédéric Coiteux (Parti libéral)
- Laval : Jean-Noël Lavoie (Parti libéral)
- Laviolette : Charles Romulus Ducharme (Union nationale)
- Lévis : Roger Roy (Parti libéral)
- L'Islet : Fernand Lizotte (Union nationale)
- Lotbinière : René Bernatchez (Union nationale)
- Maisonneuve : Marcel Dupré (Parti libéral)
- Maskinongé : Germain Caron (Union nationale)
- Matane : Philippe Castonguay (Parti libéral)
- Matapédia: Bona Arsenault (Parti libéral)
- Mégantic : Pierre-Émilien Maheux (Parti libéral)
- Missisquoi : Jean-Jacques Bertrand (Union nationale)
- Montcalm : Gérard Martin (Parti libéral)
- Montmagny : Jean-Paul Cloutier (Union nationale)
- Montmorency : Albert Gervais (Union nationale)
- Montréal—Jeanne-Mance : Aimé Brisson (Parti libéral)
- Montréal-Laurier : René Lévesque (Parti libéral)
- Montréal-Mercier : Jean-Baptiste Crépeau (Parti libéral)
- Montréal—Notre-Dame-de-Grâce : Paul Earl (Parti libéral)
- Montréal-Outremont : Georges-Émile Lapalme (Parti libéral)
- Montréal—Sainte-Anne : Frank Hanley (indépendant)
- Montréal—Sainte-Marie : Edgar Charbonneau (Union nationale)
- Montréal—Saint-Henri : Philippe Lalonde (Parti libéral)
- Montréal—Saint-Jacques : Paul Dozois (Union nationale)
- Montréal—Saint-Louis : Harry Blank (Parti libéral)
- Montréal-Verdun : George O'Reilly (Parti libéral)
- Napierville-Laprairie : Laurier Baillargeon (Parti libéral)
- Nicolet : Germain Hébert (Parti libéral)
- Papineau : Roméo Lorrain (Union nationale)
- Pontiac : Raymond-Thomas Johnston (Union nationale)
- Portneuf : Marcellin Laroche (Parti libéral)
- Québec-Centre : Henri Beaupré (Parti libéral)
- Québec (comté) : Jean-Jacques Bédard (Parti libéral)
- Québec-Est : Ernest Godbout (Parti libéral)
- Québec-Ouest : Jean Lesage (Parti libéral)
- Richelieu : Gérard Cournoyer (Parti libéral)
- Richmond : Émilien Lafrance (Parti libéral)
- Rimouski : Albert Dionne (Parti libéral)
- Rivière-du-Loup : Alphonse Couturier (Parti libéral)
- Roberval : Georges Gauthier (Union nationale)
- Rouville : François Boulais (Parti libéral)
- Rouyn-Noranda : Edgar Turpin (Parti libéral)
- Saguenay : Rodrigue Thibeault (Parti libéral)
- Saint-Hyacinthe : René Saint-Pierre (Parti libéral)
- Saint-Jean : Philodor Ouimet (Parti libéral)
- Saint-Maurice : René Hamel (Parti libéral)
- Saint-Sauveur : Francis Boudreau (Union nationale)
- Shefford : Armand Russell (Union nationale)
- Sherbrooke : Carrier Fortin (Parti libéral)
- Stanstead : Georges Vaillancourt (Parti libéral)
- Témiscamingue : Gilles-Roland Théberge (Parti libéral)
- Témiscouata : Joseph-Antoine Raymond (Union nationale)
- Terrebonne : Lionel Bertrand (Parti libéral)
- Trois-Rivières : Yves Gabias (Union nationale)
- Vaudreuil-Soulanges : Paul Gérin-Lajoie (Parti libéral)
- Verchères : Guy Lechasseur (Parti libéral)
- Westmount—Saint-Georges : John Richard Hyde (Parti libéral)
- Wolfe : René Lavoie (Union nationale)
- Yamaska : Antonio Élie (Union nationale)

## Sources
- Québec, Rapport sur les élections générales tenues le 14 novembre 1962 et sur les élections partielles tenues pendant la vingt-sixième Législature, Roc Lefebvre, Imprimeur de la Reine, Québec, 1963, 342 p.
- Section historique du site de l'Assemblée nationale du Québec
- Le débat des chefs sur Bilan du siècle
- Élection générale 14 novembre 1962 — QuébecPolitique.com

- (en) Cet article est partiellement ou en totalité issu de l’article de Wikipédia en anglais intitulé « Quebec general election, 1962 » (voir la liste des auteurs).